# Lepidochrysops glauca
The Silvery Blue (Lepidochrysops glauca) là một loài bướm ngày thuộc họ Bướm xanh. Nó được tìm thấy ở Zimbabwe, Malawi, Botswana và Nam Phi.
Sải cánh dài 35–40 mm đối với con đực và 38–48 mm đối với con cái. Con trưởng thành bay từ tháng 9 đến tháng 12 và từ tháng 1 đến tháng 4. Có hai lứa trưởng thành một năm.
Ấu trùng ăn Ocimum canum và Lantana rugosa.

## Phụ loài
- Lepidochrysops glauca glauca (Limpopo Province, North West Province và Gauteng)
- Lepidochrysops glauca swinburnei Stevenson, 1939